# (1514) Ricouxa
(1514) Ricouxa ist ein Asteroid des Hauptgürtels, der am 22. August 1906 vom deutschen Astronomen Max Wolf in Heidelberg entdeckt wurde. Die Herkunft des Namens ist unbekannt.